# Los Altos (Argentine)
Pour les articles homonymes, voir Los Altos.
Los Altos est une localité argentine située dans la province de Catamarca et dans le département de Santa Rosa.

## Démographie
Elle compte 4 490 habitants (Indec, 2010), ce qui représente une augmentation de 40 % par rapport aux 3 207 habitants (Indec, 2001) du recensement précédent. Selon des données non officielles, compte tenu de l'importante migration en provenance des provinces voisines et du nord de l'Argentine, le nombre d'habitants de l'ensemble du district de Los Altos s'élève à environ 10 000. De même, la ville principale du district est habitée par environ 9 000 personnes en 2017.